# 郭榮振
郭榮振（1950年6月7日—2021年7月7日），中華民國政治人物，曾代表中國國民黨當選為第九、十屆台灣省議會議員，凍省後當選為第四屆立法委員。

## 外部連結
- 方敬為. . 中評. 2020年6月25日  [2020年6月28日]. （原始内容存档于2020年6月29日） （中文（臺灣））.
- 李俊毅. . 中時. 2020年6月25日  [2020年6月28日]. （原始内容存档于2020年6月27日） （中文（臺灣））.